# Suzanne Somers
Suzanne Somers (San Bruno, California, 16 de octubre de 1946-Palm Springs, California, 15 de octubre de 2023) fue una actriz estadounidense.

## Primeros años
Tercera de los cuatro hijos de Frank and Marion Mahoney, su padre atravesó periodos de alcoholismo, vivió episodios de violencia doméstica durante su infancia. Por otra parte, ella sufría dislexia, lo que la convirtió en una mala estudiante. Se matriculó en la Capuchino High School, donde hizo sus primeras incursiones en el mundo de la interpretación, en montajes como Guys and Dolls.
En septiembre de 1964, se traslada a San Francisco para cursar estudios en la escuela católica College for Women, aunque abandonó los estudios al quedarse embarazada de su hijo Bruce Jr., nacido el 8 de noviembre de 1965. Un año después nacía su segunda hija, Krista Noelle. En 1969 se divorcia del padre de los niños, Bruce y comienza su carrera como modelo.

## Carrera

### Primeros trabajos
Entre comienzos y mediados de los años 70, actúa en pequeños papeles de episodios de series de televisión, como The Rockford Files (1974) o Starsky and Hutch (1975-1977). Para la pantalla grande interviene, entre otras en American Graffiti (1973), de George Lucas.

### Three's Company
En 1977 consiguió el papel de Chrissy Snow en la sitcom Three's Company (la versión estadounidense del clásico de la televisión británica Un hombre en casa). En ella, dio vida a una joven ingenua y optimista que comparte apartamento con Janet (Joyce DeWitt) y Jack (John Ritter). El personaje había sido interpretado por Sally Thomsett en la versión original.
La serie alcanzó elevadas cuotas de aceptación entre los espectadores y Suzanne alcanzó fama y popularidad. La serie se mantuvo siete temporadas en antena, aunque Suzanne solo se mantuvo hasta la temporada 1981-1982, debido a su súbita fama, reclamos salariales que igualara al de su compañero masculino.Tras la expiración de su contrato, este no fue renovado cuando la actriz pidió que su retribución por episodio fuera aumentada de 30.000 a 150.000 dólares.

### Receso temporal

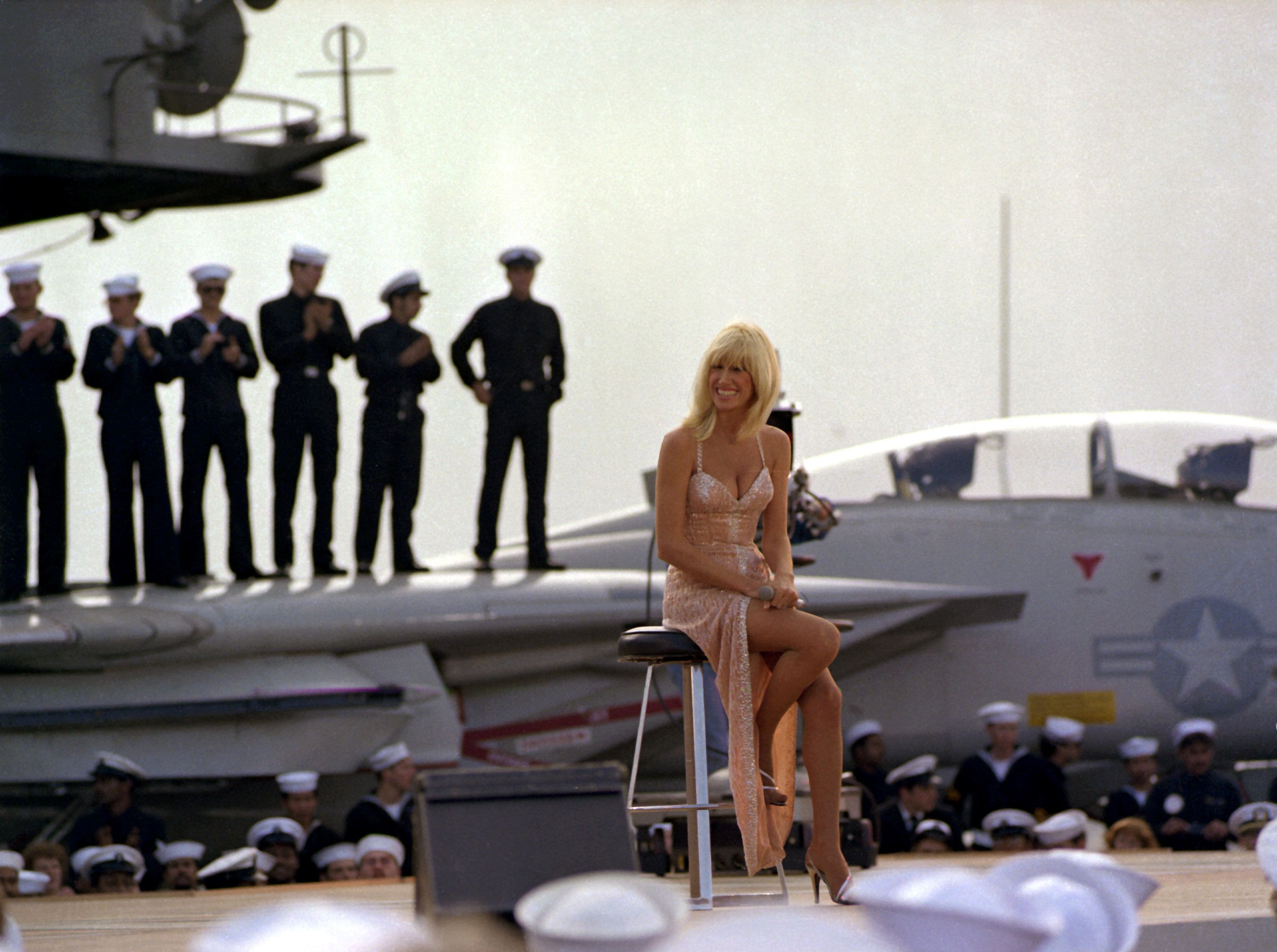
Somers actuando ante las tropas estadounidenses en noviembre de 1981.

Durante la década de 1980, Somers actuó con éxito en diversos espectáculos presentados en la ciudad de Las Vegas. Además, entretuvo a las tropas estadounidenses en varias ocasiones. En 1980 posó desnuda para la portada de la revista masculina Playboy.
En 1985 actuó en el episodio piloto de la comedia Goodbye Charlie, una adaptación de la película del mismo nombre de 1964 que protagonizaron Debbie Reynolds y Tony Curtis. Debido a sus bajos índices de audiencia el proyecto de convertir la película para televisión en una serie no se concretó. En ese mismo año, participó junto a Candice Bergen, Joanna Cassidy, Mary Crosby, Angie Dickinson y Anthony Hopkins en la miniserie Hollywood Wives, adaptación de la novela homónima escrita por Jackie Collins y publicada en 1983. El programa muestra la vida de un grupo de mujeres de diversas edades y ocupaciones que trabajan en Hollywood.
En 1987, la actriz que regresó a la televisión con la serie de sindicación She's the Sheriff. Allí representó el papel de una mujer, madre de dos hijos, que luego de separarse de su esposo se convierte en oficial de policía. En ese año ganó el People's Choice Awards a la mejor actriz de un nuevo programa televisivo. Por su parte, la comedia tuvo buenas críticas, aunque una baja audiencia, por lo que dejó de emitirse después que finalizara su segunda temporada. En 1988 presentó el especial de televisión de la cadena NBC Totally Minnie, en el que intervinieron Minnie Mouse, Mickey Mouse, Robert Carradine y Elton John.

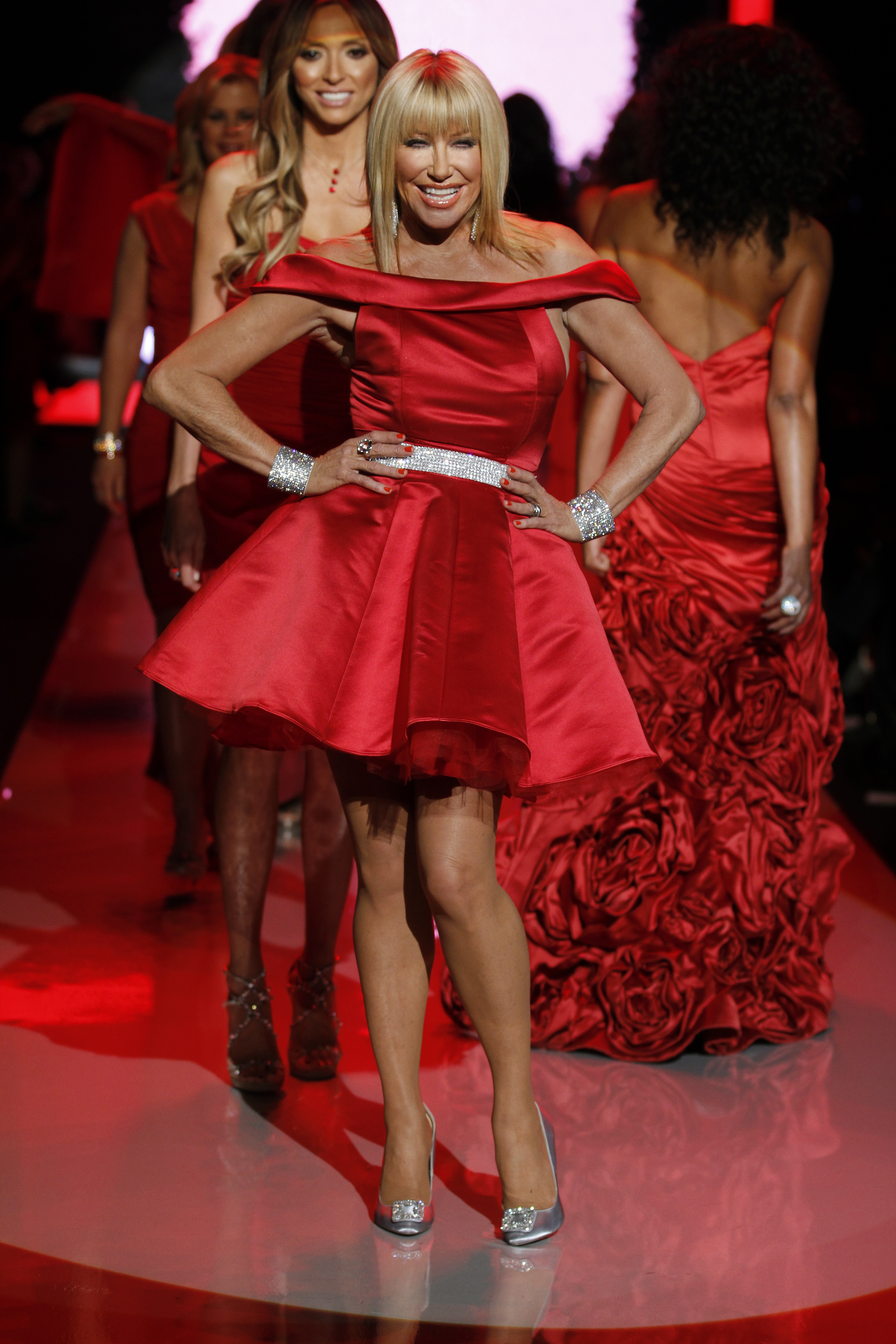
Somers en 2011

### Step by Step
En 1990 regresa a televisión apareciendo como estrella invitada en numerosas series y películas directamente estrenadas en el medio, hasta que en septiembre de 1991, consigue el papel protagonista, junto a Patrick Duffy de la popular sitcom Step by Step (1991-1998). En esa época, hace una breve aparición en el videoclip de la canción "Liberian Girl" de Michael Jackson.
Aprovechando el renacimiento de su popularidad, además en 1994 obtuvo su propio programa diario de talk show, titulado Suzanne Somers y copresentó en 1998 Candid Camera (1997-1999).

### Candidy después
A finales de la década de 1990, Somers copresentó el programa Candid Camera. La actriz permaneció en el ciclo de la CBS entre 1997 y 1999, año en el que su contrato no fue renovado, por lo que el ciclo continuó emitiéndose sin ella.
En el verano de 2005, Somers debutó en Broadway con el espectáculo unipersonal The Blonde in the Thunderbird, un monólogo humorístico que repasó toda su trayectoria artística. La obra, estrenada en el mes de septiembre, recibió críticas negativas y no le fue bien comercialmente

## Vida personal
Somers se casó con Bruce Somers en 1965, cuando ella tenía 19 años, y tuvieron un hijo, Bruce Jr. en noviembre de 1965. Ese matrimonio terminó en 1968. Somers se convirtió en modelo de premios en Anniversary Game (1969–70), donde conoció al presentador Alan Hamel.[cita requerida] Ambos se casaron en 1977.[cita requerida]
Somers tiene tres nietas, Camelia, Violet y Daisy Hamel-Buffa.
El 9 de enero de 2007, Associated Press informó de que un incendio forestal en el sur de California había destruido la casa de Somers en Malibú.

## Salud y muerte
Somers fue diagnosticada de cáncer de mama en fase II en abril de 2000, y se sometió a una tumorectomía para extirpar el cáncer seguida de radioterapia, pero decidió renunciar a la quimioterapia optando por la medicina alternativa con base en un tratamiento de extracto de muérdago fermentado llamado Iscador. Tras una reaparición del cáncer, Somers falleció en paz en su casa de Palm Springs, California, el 15 de octubre de 2023.